# Belisjka reka (vattendrag i Bulgarien, Blagoevgrad)
Belisjka reka (bulgariska: Белишка река) är ett vattendrag i Bulgarien.   Det ligger i regionen Blagoevgrad, i den sydvästra delen av landet, 90 kilometer söder om huvudstaden Sofia.
I omgivningarna runt Belisjka reka växer i huvudsak blandskog. Runt Belisjka reka är det ganska glesbefolkat, med 25 invånare per kvadratkilometer.